# کوریمسکا نووا وس
کوریمسکا نووا وس (به چکی: Kuřimská Nová Ves) یک منطقهٔ مسکونی در جمهوری چک است که در ناحیه برنو-تسوونتری واقع شده‌است. کوریمسکا نووا وس ۴٫۸۷ کیلومتر مربع مساحت و ۱۳۳ نفر جمعیت دارد و ۴۵۷ متر بالاتر از سطح دریا واقع شده‌است.